# Thoosa circumflexa
Thoosa circumflexa är en svampdjursart som beskrevs av Topsent 1891. Thoosa circumflexa ingår i släktet Thoosa och familjen borrsvampar. Inga underarter finns listade i Catalogue of Life.